# Sandilands Nunatak
Sandilands Nunatak är en nunatak i Antarktis. Den ligger i Östantarktis. Australien gör anspråk på området. Toppen på Sandilands Nunatak är 900 meter över havet.
Terrängen runt Sandilands Nunatak är platt åt nordost, men åt sydväst är den kuperad. Trakten är obefolkad. Det finns inga samhällen i närheten. 